# Pseudocercospora myrticola
Pseudocercospora myrticola är en svampart som först beskrevs av Speg., och fick sitt nu gällande namn av Deighton 1976. Pseudocercospora myrticola ingår i släktet Pseudocercospora och familjen Mycosphaerellaceae.   Inga underarter finns listade i Catalogue of Life.